# 6708 Bobbievaile
6708 Bobbievaile (1989 AA5) là một tiểu hành tinh vành đai chính được phát hiện ngày 4 tháng 1 năm 1989 bởi McNaught, R. H. ở Đài thiên văn Siding Spring. Nó được đặt theo tên Dr Roberta Anne 'Bobbie' Vaile và có vận tốc quỹ đạo 3.82 năm.
Vào ngày 7 tháng 5 năm 2009, 6708 Bobbievaile được xác định là một tiểu hành tinh đôi dựa theo một chuỗi các quan sát. Tiểu hành tinh chính có đường kính ước tính khoảng 8 km, và vệ tinh của nó có đường kính khoảng 4.5 km. Tiểu hành tinh chính có dạng mặt cầu.